# Daniel Lundebergius
Daniel Petri Lundebergius, född 1605 i Växjö, död 1673 i Väckelsångs socken, var en svensk präst.

## Biografi
Daniel Petri Lundebergius föddes 1605 i Växjö. Han var son till biskopen Petrus Jonæ Angermannus och Anna Johansdotter. Lundebergius blev student vid Uppsala universitet och disputerade 1626. Han blev 1634 konrektor i Växjö. Teologie lektor och kyrkoherde blev han 1643 i Vederslövs församling. Samma år var han medlem mav av konsistorium och riksdagsman. 1658 blev han kyrkoherde i Väckelsångs församling och 1659 häradsprost i Konga kontrakt. Lundebergius avled 1673 i Väckelsångs socken.
Lundebergius gifte sig med Elisabeth Nilsdotter Bringia. Hon var dotter till kyrkoherden Nicolaus Bringius i Fröderyds socken. De fick tillsammans barnen Anna, Johannes (född 1636), Gabriel, Nicolaus och Marit.